# Munnoziinae
Munnoziinae H. Rob., 1983 è una sottotribù di piante angiosperme dicotiledoni della famiglia delle Asteraceae.

## Etimologia
Il nome scientifico di questa sottotribù è stato definito per la prima volta dal botanico americano Harold Ernest Robinson (1932 - ) nella pubblicazione "Smithsonian Contributions to Botany. Washington, DC - 54: 49 (1983)." del 1983.

## Descrizione

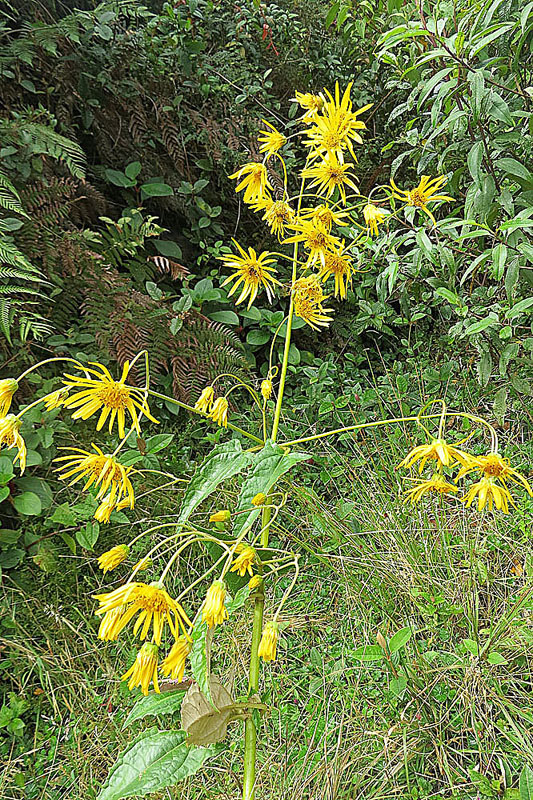
Il portamento
Munnozia hastifolia

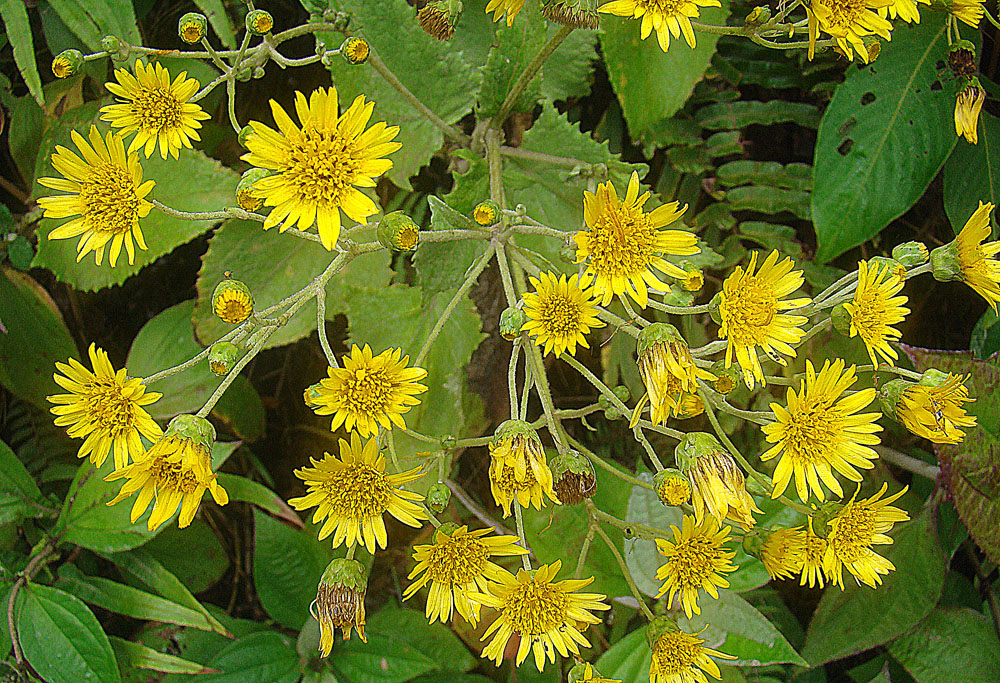
Infiorescenza
Munnozia wilburii

Le piante di questo gruppo hanno un ciclo biologico annuale o perenne e sono delle erbacee rizomatose e/o arbustive, e possiedono generalmente lattice.
Le foglie sono di vario tipo: in  Munnozia jussieui sono intere e disposte a copie alterne; in altre specie sono carnose e con superficie bollosa (Munnozia senecionidis); in alcune specie del genere Chrysactinium le foglie sono spiraliformi; in altre sono disposte a rosetta basale  (Chrysactinium hieracoide); in altre ancora sono petioliformi. Le venature delle lamine normalmente sono da trinervate a pennate; la superficie abassiale può essere tomentosa.
Le infiorescenze sono composte da uno o più capolini. Il capolino è una tipica infiorescenza delle Asteraceae: un lungo peduncolo sorregge un involucro a forma campanulata composto da più squame che fanno da protezione al ricettacolo squamoso sul quale s'inseriscono due tipi di fiori: quelli esterni ligulati e quelli interni tubulosi). Le infiorescenze possono essere monocefale (un solo capolino) oppure corimbose-panicolate (con più capolini). Le squame possono essere da 40 a 60 e disposte 4 - 5 serie (Chrysactinium) oppure da 17 - 70 e disposte su 2 - 4 serie (Munnozia).
I fiori sono tetra-ciclici (ossia sono presenti 4 verticilli: calice – corolla – androceo – gineceo) e pentameri (ogni verticillo ha in genere 5 elementi). I fiori sono inoltre ermafroditi e zigomorfi. In Chrysactinium sono presenti da 30 a 60 fiori del raggio e da 30 a 60 fiori del disco; in (Munnozia) sono presenti da 6 a 70 fiori del raggio e da 9 a 85 fiori del disco.
- Formula fiorale:

*/x K {\displaystyle \infty }, [C (5), A (5)], G 2 (infero), achenio
- Calice: i sepali del calice sono ridotti ad una coroncina di squame.

- Corolla: le ligule delle corolle dei fiori del raggio sono lineari, mentre le gole dei fiori del disco sono ampie fin dalla base. Il colore in genere è giallo o bianco.

- Androceo: gli stami sono 5 con filamenti liberi e distinti, mentre le antere sono saldate in un manicotto (o tubo) circondante lo stilo. Le antere non sono lobate (e non hanno code) e le teche sono nere. Il polline è ricoperto da spine in modo uniforme.

- Gineceo: lo stilo è filiforme, mentre gli stigmi dello stilo sono due, brevi e divergenti. L'ovario è infero uniloculare formato da 2 carpelli. Gli stigmi hanno la superficie stigmatica interna.

I frutti sono degli acheni con pappo. Gli acheni hanno una forma prismatica (con 6 - 10 coste) o biconvessa; al loro interno sono presenti dei rafidi a forma subquadrata. In gran parte delle specie di questa sottotribù il pappo è assente, altrimenti è formato da 5 - 60 setole bianche o rossastre.

## Biologia
- Impollinazione: l'impollinazione avviene tramite insetti (impollinazione entomogama tramite farfalle diurne e notturne).
- Riproduzione: la fecondazione avviene fondamentalmente tramite l'impollinazione dei fiori (vedi sopra).
- Dispersione: i semi (gli acheni) cadendo a terra sono successivamente dispersi soprattutto da insetti tipo formiche (disseminazione mirmecoria). In questo tipo di piante avviene anche un altro tipo di dispersione: zoocoria. Infatti le brattee dell'involucro possono agganciarsi ai peli degli animali di passaggio disperdendo così anche su lunghe distanze i semi della pianta.

## Distribuzione e habitat
Il genere Munnozia è distribuito in Costa Rica, Panama, Venezuela, Colombia, Ecuador, Perù, Bolivia e Argentina; mentre il genere Chrysactinium si trova in Ecuador e Perù.

## Tassonomia
La famiglia di appartenenza di questa voce (Asteraceae o Compositae, nomen conservandum) probabilmente originaria del Sud America, è la più numerosa del mondo vegetale, comprende oltre 23.000 specie distribuite su 1.535 generi, oppure 22.750 specie e 1.530 generi secondo altre fonti (una delle checklist più aggiornata elenca fino a 1.679 generi). La famiglia attualmente (2021) è divisa in 16 sottofamiglie.

### Filogenesi
Le piante di questa voce appartengono alla tribù Liabeae della sottofamiglia Vernonioideae. Questa assegnazione è stata fatta solo ultimamente in base ad analisi di tipo filogenetico sul DNA delle piante. Precedenti classificazioni descrivono queste piante nella sottofamiglia Cichorioideae oppure (ancora prima) i vari membri di questo gruppo, a dimostrazione della difficoltà di classificazione delle Liabeae, erano distribuiti in diverse tribù: Vernonieae, Heliantheae, Helenieae, Senecioneae e Mutisieae.
Questa sottotribù è stata riconosciuta per la prima volta nel 1983 in base a dati morfologici e citologici. Da un punto di vista filogenetico mentre il genere Chrysactinium sembra essere monofiletico, il genere Munnozia per il momento è parafiletico in quanto all'interno di esso è nidificato il genere  Chrysactinium.
Le seguenti caratteristiche sono condivise dalla maggior parte delle specie della sottotribù:
- nei fusti è frequente la presenza di lattice;
- le foglie hanno una disposizione opposta e spesso sono fortemente trinervate con superfici inferiori tomentose;
- il colore dei fiori del raggio e del disco sono in prevalenza gialli o tonalità vicine;
- le corolle del disco sono profondamente lobate;
- le basi delle antere sono calcarate;
- le superfici stigmatiche sono continue all'interno dei rami dello stilo;
- il polline è spinoso e sferico.

In precedenti analisi all'interno di questo gruppo erano descritti anche i generi Erato e Philoglossa per ora descritti nella sottotribù Paranepheliinae. Recenti studi filogenetici sul DNA delle specie della tribù hanno tuttavia rimesso in discussione le circoscrizioni delle due sottotribù Munnoziinae e Paranepheliinae in quanto in alcuni conteggi del DNA i generi Erato, Chionopappus e Philoglossa risultano formare con le specie di questa sottotribù un "gruppo fratello" rendendo così le due sottotribù parafiletiche.
I caratteri più significativi per la sottotribù sono:
- i rami dello stilo sono corti;
- le venatura fogliari sono trinervata;
- le varie specie del gruppo sono provviste di latice.

Il numero cromosomico delle specie della sottotribù è: 2n = da 12 a 39 (mediamente 2n = 18).

### Composizione della sottotribù
La sottotribù comprende 2 generi e 51 specie.
| Genere                            | N. specie | Distribuzione  | Caratteri distintivi |
| --------------------------------- | --------- | -------------- | --- |
| Chrysactinium (Kunth) Wedd., 1857 | 7         | Perù e Ecuador | Il portamento di queste piante è formato da piccole erbe perenni - Le foglie sono raccolte in rosette o raggruppate insieme a piccoli steli - Le teche delle antere sono colorate di marrone scuro o nero - Il pappo è bianco. |
| Munnozia Ruiz & Pav., 1794        | 44        | Ande           | Il portamento di queste piante è subarbustivo - Sono presenti foglie cauline - Il pappo è rossastro |